# 施氏細棱鯡
施氏細棱鯡為輻鰭魚綱鲱形目鲱科的其中一種，被IUCN列為瀕危保育類動物，分布於非洲剛果河的Mai-ndombe及Inongo湖流域，體長可達2.3公分，棲息在酸性湖泊，可做為食用魚。

## 擴展閱讀
維基物種上的相關：施氏細棱鯡